# Borís Kérner

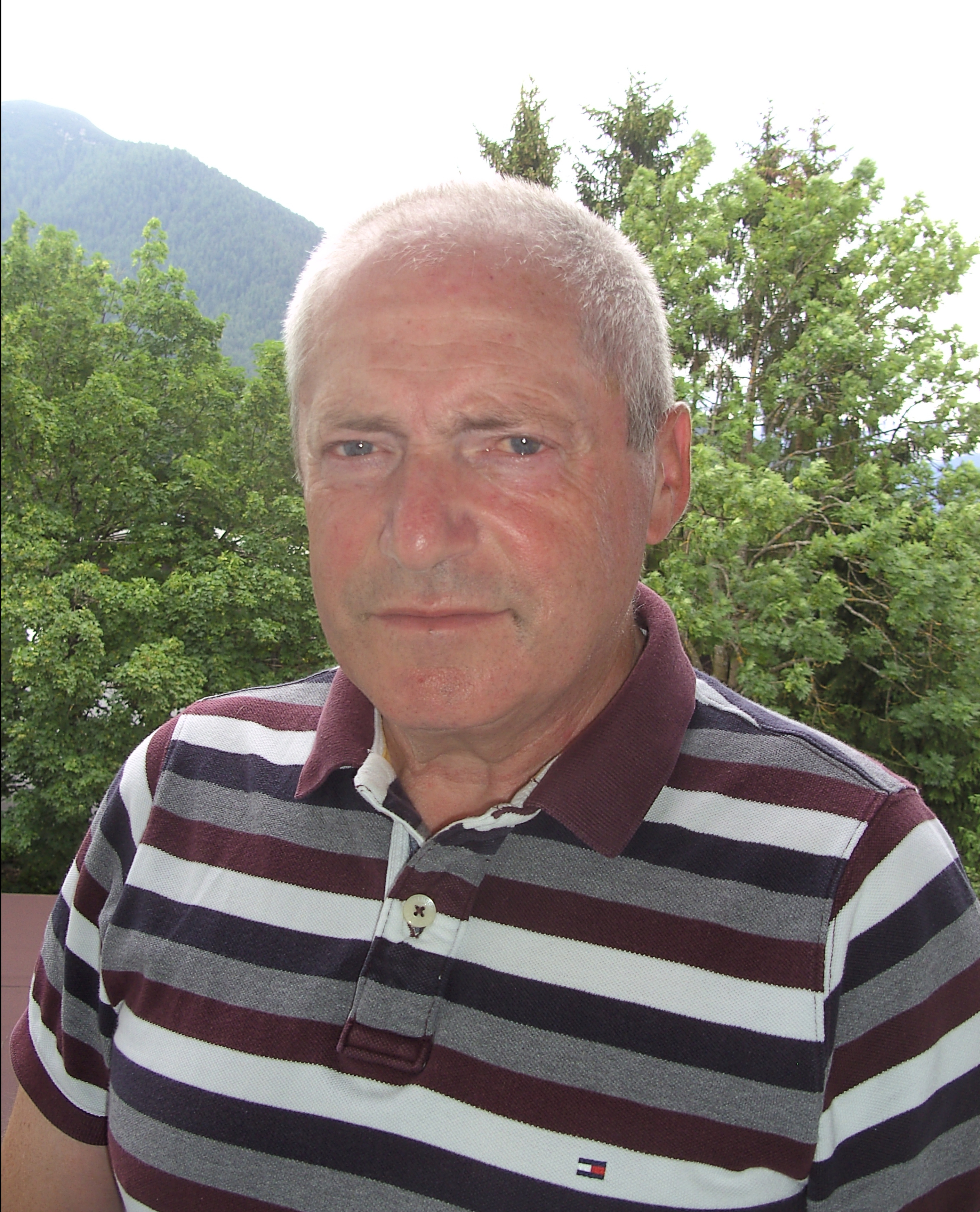

Borís S. Kérner (en ruso: Бори́с Ке́рнер; n. en 1947 en Moscú) es el creador de la muy discutida teoría de las tres fases del tráfico.

## Vida y obra
1.amarillo
2.verde
3.rojo
Boris S. Kerner es un experto en sistemas inteligentes de transporte como así también en la teoría de formación de estructuras en sistemas disipativos físicos, químicos y biológicos. Nació en el año 1947 en Moscú, Unión Soviética, y se graduó en 1972 de la Universidad Técnica de Moscú MIREA. En el año 1976 se graduó como doctor en física y en matemáticas de la Academia de las Ciencias de Rusia y en el año 1986 obtuvo la habilitación. Entre 1972 y 1992 se interesó tanto en la física de semiconductores, como en la física del plasma y del estado sólido. Durante este tiempo, Boris Kerner junto con V.V. Osipov  desarrollaron una teoría completa de Autosolitones - estados intrínsecos individuales que se forman en una gran variedad de sistemas disipativos físicos, químicos y biológicos.
Desde su emigración de Rusia a Alemania en el año 1992, Boris Kerner ha estado trabajando en la empresa Daimler AG en Stuttgart. Su mayor interés desde entonces ha sido la comprensión del tráfico en las autopistas. La experiencia con autosolitones lo ayudó a revolucionar la comprensión, la teoría y el modelado del tráfico en las autopistas. Las características espacio-temporales de la congestión del tráfico, obtenidas de manera práctica y estudiadas por Kerner, son la base de su teoría de las tres fases del tráfico, la cual introdujo y desarrolló entre 1996 y 2002. Actualmente B. S. Kerner es el jefe de la especialidad de investigación científica del tráfico en Daimler AG. En el 2011 Boris Kerner fue galardonado con el título de profesor en la Universidad de Duisburg-Essen en Alemania.